# Гурково (община)
Вижте пояснителната страница за други значения на Гурково.
Община Гурково се намира в Южна България и е една от съставните общини на Област Стара Загора. Общинският й център е град Гурково.

## География

### Географско положение, граници, големина
Общината се намира в североизточната част на Област Стара Загора. С площта си от 292,261 km2 е 9-а по големина сред 11-те общини на областта, което съставлява 5,67% от територията на областта. Границите ѝ са следните:
- на югозапад – община Стара Загора и община Николаево;
- на запад – община Мъглиж;
- на север – община Велико Търново и община Елена, Област Велико Търново;
- на изток – община Твърдица, Област Сливен;
- на югоизток – община Нова Загора, Област Сливен.

### Природни ресурси

#### Релеф
Релефът на общината е равнинен, ниско и средно планински, като територията ѝ попада в пределите на Стара планина, Задбалканските котловини и Средна гора.
Около 2/3 от територията на община Гурково се заема от южните склонове на Средна Стара планина. На запад от долината на Радова река (ляв приток на Тунджа) и Прохода на Републиката (Хаинбоаз) се простират югоизточните разклонения на Тревненска планина. Най-високата ѝ точка в пределите на общината е връх Клъшка чукара 946,2 m, разположен на границата с община Велико Търново, на около 3 km западно от прохода. Районите разположени източно от реката и прохода се заемат от югозападните части на Елено-Твърдишка планина. Тук на границата с община Твърдица, на около 3 km на изток-североизток от рудник Паисий се издига връх Каменска могила 1251,4 m, най-високата точка на община Гурково.
Южно от двете планини в пределите на общината попадат крайната източна част на Казанлъшката котловина и най-западната част на Твърдишката котловина, където надморската височина варира от 280 до 350 m. Тук се намира и най-ниската точка на общината – 261 m н.в. (кота преливник на язовир Жребчево). Между двете котловини, южно от „опашката“ на язовира се издига уединеното възвишения Ямурджа 432,9 m, което е естествена граница между двете котловинни полета.
Най-южната част на общината (южно и югозападно от язовира) се заема от северните склонове на Сърнена Средна гора. Тук максималната височина е връх Трите върха 736,1 m, разположен на границата с общините Стара Загора и Николаево.

#### Води
Основна водна артерия на община Гурково е река Тунджа, долината на която изцяло е залята от водите на големия язовир Жребчево. Преди вливането на Тунджа, отляво в нея се влива Радова река.
Радова река (33 km) извира под името Габрищица от извор-чешма на 938 m н.в. в Тревненска планина, на 1,5 km източно от гара Кръстец, община Трявна. До изхода си от планината тече в югоизточна посока в дълбока и силно залесена долина. Между селата Конарското, община Трявна и Пчелиново носи името Лява река. Северозападно от град Гурково излиза от Стара планина, образува голям наносен конус и навлиза в най-западната част на Твърдишката котловина. При ниско ниво на Жребчево се влива отляво в река Тунджа на 269 m н.в., а при високо – в „опашката на язовира“. Площта на водосборния и басейн е 240 km2, което представлява 2,85% от водосборния басейн на река Тунджа. Неин основен приток е Лазова река (Гурковска река).
Лазова река (21 km, Гурковска река) извира под името Екенова река на 1147 m н.в. в Елено-Твърдишка планина, на 4,8 km западно от Твърдишки проход. До рудник „Паисий“ тече на югозапад, а след това на юг в много дълбока и силно залесена долина. В района на местността Лазово има малко долинно разширение. В северния край на град Гурково излиза от планината, преминава през града и на 1,3 km южно от него се влива отляво в Радова река на 295 m н.в. Площта на водосборния r̀ басейн e 54 km2, което представлява 22,5% от водосборния басейн на река Радова река.

## Стопанство
Климатичните и почвени условия са благоприятни за развитието на етерично-маслени култури и лозя. Отглеждат се и зеленчуци, пшеница, ечемик, овощни дървета, маслодайни рози, лавандула и др. Седемдесет процента от територията на общината е заета от гори. Природно-географските условия са благоприятни и за развитието на животновъдството – отглеждат се предимно свине, овце, кози и крави.
В екологично отношение районът е чист. Няма крупни замърсители на околната среда. Поради близостта до Стара планина и прекрасните си природни дадености, множеството хижи и почивни станции, общината е привлекателно място за отдих, туризъм, лов и риболов.

## Население

### Етнически състав (2011)
Численост и дял на етническите групи според преброяването на населението през 2011 г.:
|                     | Численост | Дял (в %) |
| Общо                | 5127      | 100,00    |
| Българи             | 3596      | 70,14     |
| Турци               | 196       | 3,82      |
| Цигани              | 1034      | 20,17     |
| Други               | 5         | 0,10      |
| Не се самоопределят | 29        | 0,57      |
| Неотговорили        | 267       | 5,21      |

### Движение на населението (1934 – 2021)
| Община Гурково                                | Община Гурково | Община Гурково | Община Гурково | Община Гурково | Община Гурково | Община Гурково | Община Гурково | Община Гурково | Община Гурково | Община Гурково | Община Гурково |
| --------------------------------------------- | -------------- | -------------- | -------------- | -------------- | -------------- | -------------- | -------------- | -------------- | -------------- | -------------- | -------------- |
| Година                                        | 1934           | 1946           | 1956           | 1965           | 1975           | 1985           | 1992           | 2001           | 2011           | 2021           |                |
| Население                                     | 6234           | 6501           | 7428           | 7337           | 6694           | 6452           | 6160           | 5676           | 5127           | 4420           |                |
| Източници: Национален Статистически Институт, |                |                |                |                |                |                |                |                |                |                |                |

### Населени места
Общината има 11 населени места с общо население от 4420 жители към 7 септември 2021 г.
| Населено място | Население (2021 г.) | Площ на землището km2 | Забележка (старо име)                                     | Населено място | Население (2021 г.) | Площ на землището km2 | Забележка (старо име)           |
| -------------- | ------------------- | --------------------- | --------------------------------------------------------- | -------------- | ------------------- | --------------------- | ------------------------------- |
| Брестова       | -                   | -                     | в з-щето на с. Димовци                                    | Златирът       | 8                   | -                     | в з-щето на с. Пчелиново        |
| Гурково        | 2519                | 58,323                | Хаинито, Колупчии, Генерал Гурково                        | Конаре         | 374                 | 39,741                | Конари, Княгиня Евдокия         |
| Дворище        | 8                   | -                     | Юрта, в з-щето на с. Димовци                              | Лява река      | 15                  | 29,232                |                                 |
| Димовци        | 17                  | 14,162                |                                                           | Паничерево     | 1441                | 41,713                | Чанакчии, Долно Паничерево      |
| Жерговец       | -                   | -                     | в з-щето на с. Димовци                                    | Пчелиново      | 31                  | 89,090                | Пчелински рът                   |
| Жълтопоп       | 7                   | -                     | Саръ папазлардан, Червени Поповци, в з-щето на с. Димовци | ОБЩО           | 4420                | 292,261               | 5 населени места са без землища |

## Административно-териториални промени
- МЗ № 462/обн. 21.12.1906 г. – преименува с. Хаинито (Колупчии) на с. Гурково;

– преименува м. Юрта на м. Дворище;
– преименува с. Чанакчии на с. Долно Паничерево;
- МЗ № 2820/обн. 14.08.1934 г. – преименува м. Саръ папазлардан (Червени Поповци) на м. Жълтопоп;

– преименува с. Конари на с. Княгиня Евдокия;
- МЗ № 1313/обн. 27.06.1940 г. – преименува с. Гурково на с. Генерал Гурково;
- МЗ № 1189/обн. 25.03.1947 г. – преименува с. Княгиня Евдокия на с. Конаре;
- МЗ № 2127/обн. 13.05.1947 г. – възстановява старото име на с. Генерал Гурково на с. Гурково;
- Указ № 47/обн. 09.02.1951 г. – преименува с. Пчелински рът на с. Пчелиново;
- Указ № 546/обн. 15.09.1964 г. – признава с. Гурково за с.гр.т. Гурково;
- Указ № 1942/обн. 17.09.1974 г. – признава с.гр.т. Гурково за гр. Гурково;
- Указ № 3894/обн. 09.11.1984 г. – преименува с. Долно Паничерево на с. Паничерево;
- На основание §7 (т.3) от Закона за административно-териториалното устройство на Република България (ДВ, бр. 63/1995 г.) всички махали, колиби, гари, минни и промишлени селища придобиват статут на села;
- Указ № 310/обн. 05.08.1997 г. – отделя гр. Гурково и селата Димовци, Конаре, Лява река, Паничерево и Пчелиново и техните землища от община Мъглиж и създава нова община Гурково с административен център гр. Гурково;
- Указ № 400/обн. 23.09.1997 г. – отделя селата Брестова, Дворище, Жерговец, Жълтопоп и Златирът от община Мъглиж и ги присъединява към новосъздадената община Гурково.

## Транспорт
През средата на общината, от югозапад на североизток, на протежение от 6,5 km преминава участък от трасето на жп линията София – Карлово – Бургас от Железопътната мрежа на България.
През общината преминават частично 3 пътя от Републиканската пътна мрежа на България с обща дължина 51 km:
- участък от 5,5 km от Републикански път I-6 (от km 358,3 до km 363,8);
- участък от 37,6 km от Републикански път II-55 (от km 33,9 до km 71,5);
- участък от 7,9 km от Републикански път III-5007 (от km 24,5 до km 32,4).

## Топографска карта
- Лист от карта K-35-40. Мащаб: 1 : 100 000.
- Лист от карта K-35-52. Мащаб: 1 : 100 000.